# Il ladro (film 1997)
Il ladro (Vor) è un film del 1997 diretto da Pavel Čuchraj.
Fu candidato all'Oscar al miglior film straniero.

## Trama
Nella Russia del secondo dopoguerra, Sanja e sua madre Katya, nullatenenti, incontrano durante un viaggio in treno Tolyan, un ufficiale dell'esercito, il quale si prende carico di loro. Inizialmente Sanja rifiuta di vedere in Tolyan la figura del padre che non ha mai conosciuto, morto in guerra sei mesi prima della sua nascita, nel 1946. Katya, invece, s'innamora subito del suo nuovo "marito", che presto si rivelerà essere ben altro di un militare.

## Riconoscimenti
- Premio Oscar
  - Candidato all'Oscar al miglior film straniero
- 1997 - Nika
  - Miglior regia